# Лабід Халіфа
Лабід Халіфа (араб. خليفة العابد, нар. 1955) — марокканський футболіст, що грав на позиції захисника за клуб «Кенітра» та національну збірну Марокко.

## Клубна кар'єра
На клубному рівні грав за «Кенітру».

## Виступи за збірну
1986 року дебютував в офіційних матчах у складі національної збірної Марокко.
Того ж року був учасником чемпіонату світу в Мексиці та Кубка африканських націй в Єгипті.

## Титули і досягнення
- Переможець Середземноморських ігор: 1983